# Mario Fiorentini
Mario Fiorentini (Roma, 7 novembre 1918 – Roma, 9 agosto 2022) è stato un partigiano, agente segreto e matematico italiano, per anni professore di geometria all'Università di Ferrara. Fu operativo in numerose azioni fra le quali l'assalto all'ingresso del carcere di Regina Coeli e partecipò all'organizzazione dell'attentato di via Rasella.

## Biografia

### Gioventù
Mario nacque a Roma nel 1918 da Maria Moscatelli e da Pacifico Fiorentini. La madre, di religione cattolica, si trasferì a Roma da Cittaducale in cerca di lavoro, come molte altre giovani all'epoca; il padre era invece di religione ebraica, di professione ragioniere e curatore fallimentare. Il giorno del rastrellamento del ghetto di Roma, il 16 ottobre 1943, i suoi genitori, anche se abitavano fuori dal ghetto, in via Capo le Case, furono presi e portati al Collegio militare di Palazzo Salviati, vicino al carcere di Regina Coeli, dove venne poi posta una lapide commemorativa dell'episodio. I due, con centinaia di altre persone, avrebbero dovuto essere caricati sui treni per essere deportati ma la donna corruppe una guardia con i gioielli di famiglia, riuscendo così a fuggire e a rifugiarsi dalla sorella. Mario, che quella notte aveva dormito dai genitori e che aveva delle bombe nascoste sotto il letto, non trovate perché la casa non fu perquisita, riuscì invece a fuggire attraverso i tetti.

### Durante la guerra
Già da studente collaborò clandestinamente con Giustizia e Libertà e con il partito comunista. All'inizio del 1943 allestì con Plinio De Martiis rappresentazioni al Teatro Mazzini e al Delle Arti con attori come Vittorio Gassman, Lea Padovani, Nora Ricci, Vittorio Caprioli, Carlo Mazzarella, Alberto Bonucci e Ave Ninchi, diretti da Luigi Squarzina, Adolfo Celi, e Mario Landi. Successivamente conobbe Lucia Ottobrini, che divenne sua compagna. Dopo il 25 luglio 1943, con Antonello Trombadori, formò un gruppo di partigiani noto come Arditi del Popolo.
Il 9 settembre 1943 partecipò alla battaglia contro i tedeschi a Porta San Paolo tra le file degli aderenti al Partito d'Azione; in ottobre organizzò e si pose al comando del GAP centrale Antonio Gramsci, nella IV zona operativa Roma centro, assumendo il nome di battaglia di Giovanni; questa formazione, insieme al GAP Carlo Pisacane, apparteneva alla struttura partigiana facente capo alla rete comandata da Carlo Salinari. Una prima azione dei GAP, alla quale parteciparono Mario Fiorentini, Rosario Bentivegna Paolo e Franco di Lernia Pietro, fu organizzata per assassinare il Ministro dell'Interno di Salò Guido Buffarini Guidi e il gerarca Francesco Maria Barracu, intenti a cenare in una trattoria nei dintorni di piazza Navona; l'azione fu revocata all'ultimo momento, quando il commando era già sul posto (ottobre 1943). Il 31 ottobre ai tre si aggiunse anche Lucia Ottobrini, con compiti di copertura, per un'azione in corso Vittorio Emanuele II. I gappisti uccisero tre militi della RSI, usciti da Palazzo Braschi, dopo averli seguiti sin quasi a piazza Venezia.
Il 18 novembre ebbe compiti di copertura di alcuni gappisti della Pisacane che entrarono nel teatro Adriano, essendo venuti a conoscenza che il giorno seguente avrebbe presenziato il generale Stahel, comandante della piazza di Roma, tra alti ufficiali tedeschi e autorità fasciste repubblicane (tra cui il maresciallo Rodolfo Graziani). I partigiani della Pisacane misero sotto il palco un estintore riempito circa 6 kg di tritolo e dotato di un dispositivo a orologeria, ma il congegno non funzionò e non accadde niente.
La sera del 17 dicembre 1943 con Lucia Ottobrini, Carla Capponi e Rosario Bentivegna, prese parte a un'azione contro un ufficiale tedesco con una borsa piena di documenti. L'ufficiale fu ucciso dalla Capponi e da Bentivegna, il quale si impadronì della borsa e la consegnò alla Giunta militare. Il giorno dopo, il quartetto fu incaricato di porre una bomba all'uscita del cinema Barberini, frequentato da soldati tedeschi. L'azione fu conclusa da Bentivegna, in bicicletta, causando la morte di otto militari, oltre a un numero imprecisato di feriti.
Il 26 dicembre, mentre un gruppo composto dalla Ottobrini, la Capponi, Bentivegna e Di Lernia faceva da copertura all'azione, Fiorentini, in bicicletta, dal lungotevere sovrastante via della Lungara, lanciò un pacco esplosivo contenente due chili di tritolo in direzione dell'ingresso del carcere di Regina Coeli, nel momento in cui 28 militari tedeschi si stavano dando il cambio della guardia, provocando 5 morti e circa 20 feriti; altri 2 sarebbero morti a breve. Fiorentini riuscì a scampare ai colpi sparati da altri militari affacciati alle finestre del carcere. Il giorno dopo fu emanata un'ordinanza dal comando militare tedesco che proibiva l'uso della bicicletta a Roma.
Il 10 marzo 1944, Fiorentini con Ottobrini, Bentivegna e Franco Ferri, sbucando da dietro i chioschi del mercato di piazza Monte d'Oro, lanciò alcune bombe su un corteo di fascisti in via Tomacelli, causando tre morti e numerosi feriti per poi dileguarsi, in un'azione che, per la sua perfezione tecnica, già prefigura il successivo attentato di via Rasella. Fu proprio Fiorentini ad aver notato, dal suo nascondiglio dalle parti di via del Tritone, il passaggio quotidiano dei poliziotti altoatesini del Polizeiregiment "Bozen". A seguito di alcuni appostamenti, ben presto emerse che il luogo più adatto per un attentato, nel tragitto del reparto, sarebbe stata la stretta via Rasella, dove i tedeschi transitavano puntualmente alle ore 14. La scelta fu approvata dall'esponente comunista nella Giunta militare, Giorgio Amendola, che, in seguito, dichiarerà di aver anch'egli notato il passaggio quotidiano della compagnia in piazza di Spagna.
Nell'azione del 23 marzo 1944, dalla cui esecuzione Fiorentini fu escluso da Salinari poiché rischiava di essere riconosciuto da un parente residente in zona, morirono trentatré militari e circa cinquanta furono feriti; vi furono due vittime tra i civili e i fra i gappisti non vi furono perdite. All'attentato, il giorno seguente, seguì la rappresaglia tedesca alle fosse Ardeatine.  Nelle settimane successive Fiorentini e la Ottobrini lasciarono Roma per dirigere le operazioni dei GAP tra Tivoli e Castel Madama. Dopo la liberazione di Roma, a partire dal luglio del 1944, Fiorentini fu posto al comando della missione "Dingo", dell'Office of Strategic Services (OSS) e proseguì la Resistenza nel Nord Italia (Emilia e Liguria).
Il 23 marzo 2012, intervistato dal quotidiano Il Messaggero di Roma, Fiorentini raccontò di essere venuto a conoscenza della rappresaglia solo il 26 seguente, ma che, in ogni caso, il pericolo delle rappresaglie era un pericolo costante e che l'alternativa di non agire comunque "sarebbe stato un errore".

### Nel dopoguerra
Dal 1964 si occupò di ricerca matematica, concentrandosi principalmente sui metodi omologici in algebra commutativa e in geometria algebrica, in stretto legame con le idee più avanzate di Grothendieck e della sua scuola. Dal 1º novembre 1971 fu professore ordinario di geometria superiore all'Università di Ferrara. Si dedicò a diffondere la matematica nelle scuole, collaborando con molti giovani, come Ascanio Celestini e Veronica Cruciani. A lui e a Lorenzo Teodonio si deve la "riscoperta" della figura di Giorgio Marincola.

## Riconoscimenti
- Alle ricerche di Mario Fiorentini è stato dedicato nel giugno 1997[19] un convegno di algebra commutativa e di geometria algebrica. I suoi lavori più significativi sono stati recentemente raccolti e pubblicati a cura di Paulo Ribenboim[18].
- Nel 2013 è stato realizzato un documentario, L'uomo dai quattro nomi[20], diretto da Claudio Costa, in cui Fiorentini racconta la sua storia nella Resistenza.[21]
- Nel novembre del 2018, in occasione del centesimo compleanno, si sono svolte diverse iniziative:[22] il 7 novembre è uscito il libro-intervista su di lui, L'ultimo gappista, scritto da Mirko Bettozzi, con all'interno una nota critica di Duccio Trombadori[23]. Nella scuola elementare Federico Di Donato di Roma al quartiere Esquilino il 13 novembre 2018 si sono svolti dei festeggiamenti in cui è stato presentato il nuovo libro scritto in collaborazione con Ennio Peres[24]. Per l'occasione si sono esibiti Ascanio Celestini, che ha letto alcune favole e Sara Modigliani, che ha cantato canzoni partigiane.[25]
- Il libro "Il lotto 285. Romanzo di un romanzo" di Maurizio Chiararia pubblicato postumo nel 2020 è ispirato alla vita di Mario Fiorentini.

## Opere
- con F. van Oystaeyen, Commutative algebra and algebraic geometry
- con Aldo Marruccelli, Complementi di matematiche moderne